# Shinobu Adachi
Shinobu Adachi (jap. 安達 忍 Adachi Shinobu; ur. 7 kwietnia 1958 w Tokio) – japońska aktorka głosowa, związana z Theatre Echo.

## Wybrana filmografia

### Seriale anime
- 1980: Cudowna podróż jako Gacho
- 1986: Pollyanna jako Mary
- 1991: Przygody Hucka Finna jako Tom
- 1991: Rodzina Trappów jako Rupert
- 1993: Kidō Senshi Victory Gundam

### Tokusatsu
- 1995: Chōriki Sentai Ohranger